# Петер Андреас Ганзен
Петер Андреас Ганзен (нім. Peter Andreas Hansen; 8 грудня 1795 — 28 березня 1874) — дансько-німецький астроном і геодезист.
Родився в Тондерні (Шлезвіг). У 1825—1874 — директор обсерваторії в Зебергу (поблизу Готи). У 1857 побудував в Готі нову обсерваторію, в якій встановив інструменти, виготовлені за власними ескізами.
Основні наукові роботи відносяться до вивчення руху небесних тіл. Уточнив теорію руху Місяця (у 1838, 1862—1864), теорії збудженого руху великих і малих планет і комет, теорію сонячних затемнень. Склав в 1857 таблиці рухи Місяця великої точності — розбіжності між табличними значеннями і даними спостережень за сто років (1750—1850) не перевищували 2". Ці таблиці аж до XX ст. лежали в основі всіх астрономічних щорічників. Спільно з данським астрономом X. Олуфсеном розробив в 1854 таблиці руху Сонця. Уточнив значення сонячного паралакса (8,92"). Удосконалив теорію геліометра, екваторіала і пасажного інструменту. Автор робіт з геодезії (зокрема його ім'я носить Задача Ганзена) і теорії ймовірності.
У 1846 році він був обраний членом Королівського саксонського товариства наук, в 1865 році — членом Берлінської академії наук. Іноземний член-кореспондент Санкт-Петербурзької академії наук (1833).